# ネナド・グリシッチ
ネナド・グリシッチ（セルビア語: Ненад Глишић / Nenad Glišić、1958年4月11日 - ）は、セルビア共和国の外交官。元駐日セルビア共和国特命全権大使。

## 人物・経歴
セント・メリーズ・インターナショナル・スクール卒業。上智大学を経て、ベオグラード大学経済学部卒業。
1987年ロスマンズ・ホールディング社 研修員（豪州・シドニー）。1988年家具会社シンポ・ヴラニェ地域営業マネージャー、米国・欧州・日本・豪州担当。1992年薬剤会社ガレニカ地域営業マネージャー（ベオグラード）。1994年薬剤会社ガレニカ マネジングディレクター（ナイジェリア・ラゴス）。1996年建築会社ユニオン・エンジニアリング コマーシャルディレクター（ベオグラード）。
1997年セルビア共和国外務省情報局 一等書記官。1998年セルビア共和国外務省大臣室 参事官。2000年在イタリア・セルビア共和国大使館 経済参事官。2004年セルビア共和国外務省中欧イニシアチブ（CEI）担当 ナショナルコーディネーター。2005年セルビア共和国外務省情報局長 公使参事官。2006年在中国セルビア共和国大使館 臨時代理大使、公使参事官。2011年セルビア共和国外務省共通安全保障防衛政策（CSDP）課長、公使参事官。2013年在日セルビア共和国大使館 臨時代理大使、公使参事官。2014年在日セルビア共和国大使館 特命全権大使。2020年在日セルビア共和国大使館 特命全権大使を離任。ユーゴスラビア時代も含めて歴代最長の在任期間を務めた。